# ملفين فلور
ملفين فلور (بالهولندية: Melvin Fleur)‏ هو لاعب كرة قدم هولندي، ولد في 18 فبراير 1982 في أمستردام في هولندا. لعب مع نادي رويال أندرلخت.

## وصلات خارجية
- ملفين فلور على موقع قاعدة بيانات كرة القدم.إي يو (الإنجليزية)